# Selfie (альбом Мины)
Selfie — семьдесят первый студийный альбом итальянской певицы Мины, выпущенный 10 июня 2014 года на лейбле PDU.

## Факты об альбоме
- В начале песни «Troppa luce» вместе с Миной поёт ребёнок по имени Эдуардо.
- Песня «La palla e rotonda» посвящена Чемпионату мира по футболу 2014 года.
- На обложке альбома изображена обезьяна. Сэлфи — это «фотография себя». Также в буклете присутствуют задние части некоторых животных на альтернативных обложках.
- Заключительная песня «Fine» — кавер на песню Дона Баки, который является её автором.

## Список композиций
| №   | Название                         | Автор(ы)                                           | Длительность |
| --- | -------------------------------- | -------------------------------------------------- | ------------ |
| 1.  | «Questa donna insopportabile»    | Федерико Спаньоли                                  | 5:14         |
| 2.  | «Io non sono lei»                | Маурицио Моранте, Уго Бонджанни, Массимильяно Пани | 3:41         |
| 3.  | «La sola ballerina che tu avrai» | Самуэле Черри, Маттиа Джизи, Аксель Пани           | 3:51         |
| 4.  | «Il pelo nell'uovo»              | Джанни Бинди, Маттео Маччини                       | 4:03         |
| 5.  | «Alla fermata»                   | Джанни Лэучи                                       | 4:16         |
| 6.  | «Perdimi»                        | Марио Капуано                                      | 4:48         |
| 7.  | «Il giocattolo»                  | Джанни Бинди, Маттео Маччини                       | 4:19         |
| 8.  | «Mai visti due»                  | Самуэле Черри, Франко Серафини                     | 4:19         |
| 9.  | «Troppa luce»                    | Джанни Бинди, Маттео Маччини                       | 4:46         |
| 10. | «La palla e rotonda»             | Маурицио Каталани, Клаудио Санфилиппо              | 2:57         |
| 11. | «Oui c'est la vie»               | Маурицио Моранте, Аксель Пани                      | 4:33         |
| 12. | «Aspettando l'alba»              | Фабрицио Берлинчони, Мауро Кулотта                 | 4:36         |
| 13. | «Fine»                           | Дон Баки                                           | 4:29         |

## Чарты

### Еженедельные чарты
| Чарт (2014)               | Высшая позиция |
| ------------------------- | -------------- |
| Италия (Classifica album) | 5              |

### Годовые чарты
| Чарт (2014)               | Позиция |
| ------------------------- | ------- |
| Италия (Classifica album) | 81      |